# Félix Wielemans
Maximilien Félix Eugène Wielemans, född den 10 januari 1863 i Gent, död den 5 januari 1917 i Houtem, var en belgisk militär.
Wielemans blev 1881 officer vid 2:a jägarregementet och 1894 kapten vid generalstaben, där han efter hand befordrades till överste (juni 1914). Vid första världskrigets utbrott var han chef för krigsministerns militärkabinett, men, sedan belgiska armén dragit sig tillbaka till Antwerpen, utnämndes han i september 1914 till souschef vid generalstaben. Som sådan blev han, då generalstabschefsbefattningen lämnades obesatt, under kung Albert den egentlige ledaren av operationerna, i vilken egenskap han ådagalade skicklighet och kraft, särskilt vid försvaret av Yserlinjen. Lika framstående var han som omorganisatör av armén efter det långvariga och förlustrika slaget vid Yser. I november 1914 befordrades Wielemans till generalmajor, i augusti 1915 blev han chef för arméns generalstab och i mars 1916 generallöjtnant.

## Utmärkelser
- Kommendör av Hederslegionen
- Kommendör av Kronorden
- Riddare med storkors av Bathorden
- Croix de guerre

[Redigera Wikidata]